# Петренко Олексій Андрійович
Олексій Андрійович Петренко (нар. 15 квітня 1941, Мархалівка). Член Національної спілки художників України (1978). Заслужений діяч мистецтв України (2000). Народний художник України (2018).

## Освіта
Після служби в армії навчався в КДХІ — Київському Державному Художньому Інституті (1974). Закінчив інститут захистом дипломної роботи « Лейтенант Шмідт» на відмінно. Педагоги з фаху — І. М. Селіванов, М. Т. Попов, В. Сергєєв.

## Творчість
Працює в галузі живопису, графіки. Його роботи знаходяться в художніх музеях України, Казахстану, Росії, а також приватних колекціях Америки, Австралії, Аргентини, Італії, Ізраїлю, Канади, Польщі, Франції, Німеччини, Японії. Картини О. А. Петренка були на виставках у багатьох країнах світу. Особливе місце в творчості художника займають пейзажі. Вони були створені в результаті систематичної наполегливої праці на пленері, а тому його пейзажі завжди емоційно наповнені, намальовані легко узагальнено, без зайвої деталізації.
Основні твори: «Вітер» (1990), «Седнів» (1992), «Двері рідної хати» (1994), «Юрій Змієборець» (1994), «Літо» (2000).

## Діяльність
Заснував у 2010 за підтримки місцевої влади році арт-студію в селі Мархалівка. Навчання для місцевих дітей безкоштовне. Олексій Андрійович сьогодні працює з вихованцями студії образотворчого мистецтва, куди приходять всі бажаючі навчатись малювати і ті, що поглиблюють свої вміння.
«Я в захваті від того, які талановиті та щедрі люди є в наших селах. Впевнений, що за свою творчість і натхненне плекання молодого покоління Олексій Андрійович Петренко безумовно заслуговує звання народного художника України», — Ігор Кононенко. 